# Abelona bolivari
Abelona bolivari är en insektsart som först beskrevs av Heinrich Hugo Karny 1929.  Abelona bolivari ingår i släktet Abelona och familjen Gryllacrididae. Inga underarter finns listade i Catalogue of Life.